# Liposthey
Liposthey (gaskonsko Lipostèir) je naselje in občina v francoskem departmaju Landes regije Akvitanije. Naselje je leta 2009 imelo 416 prebivalcev.

## Geografija
Kraj leži v pokrajini Gaskonji 63 km severozahodno od Mont-de-Marsana.

## Uprava
Občina Liposthey skupaj s sosednjimi občinami Belhade, Mano, Moustey, Pissos in Saugnacq-et-Muret sestavlja kanton Pissos s sedežem v Pissosu. Kanton je sestavni del okrožja Mont-de-Marsan.

## Zanimivosti
- cerkev sv. Petra;

## Promet
Liposthey se nahaja ob državni cesti (Route nationale) RN 10, ki v smeri severovzhod - jugozahod povezuje pariško predmestje Montigny-le-Bretonneux s španskim Irunom.